# Jens Dinesen Jersin
Jens Dinesen Jersin (28. september 1588 i landsbyen Jersie (mellem Køge og Roskilde – 25. oktober 1634) var en dansk biskop, far til Jacob Jensen Jersin. 
Jersin blev student fra Herlufsholm omtrent 1605, studerede i Wittenberg 1607—10, blev 1610 magister i København og udnævntes 1611 til rektor i Sorø. Han var 1615—17 på ny udenlands, især i Giessen, kaldtes 1619 til at beklæde professoratet i metafysik ved Københavns Universitet, men virkede i en række år især som "tugtemester" for Christian IV's uægte sønner, Christian Ulrik og Hans Ulrik Gyldenløve, med hvilke han 1624—25 opholdt sig i Sorø, hvorefter han 1626 blev sognepræst ved Vor Frue Kirke i København. Endelig blev han 1629 biskop i Ribe.
Jersin er den betydeligste danske repræsentant for en ny filosofisk og pædagogisk Bevægelse, som — oprindelig udgået fra den berømte franske hugenot Petrus Ramus — havde fremragende talsmænd i Giessen. Ligesom ramisterne var Jersin en modstander af den aristoteliske skolastik og søgte at indføre praktiske undervisningsmetoder, blandt andet en mere udstrakt brug af modersmålet, end man hidtil havde kendt. 
På opfordring af universitetets kansler, Christen Friis til Kragerup, skrev Jersin en latinsk grammatik for begyndere, Epitome grammaticæ Latinæ (1623), i hvilken de grammatiske forklaringer delvis blev givne på dansk, et princip, som han også gennemførte i en større Grammatica Latina (1624). Den nye metode mødte imidlertid heftig modstand hos professorer og skolemænd. Trods flere kongelige påbud om at bruge Jersins bøger og undervisningsmetode blev hans grammatikker ikke brugte, før de var blevne så fuldstændig omarbejdede af Thomas Bang (1636 og 1640), at al dansk var forsvundet, og der af Jersins værk egentlig ikke var andet tilbage end hans navn på titelbladet.
I religiøs Henseende var Jersin luthersk ortodoks; men ligesom Johann Arndt i Tyskland og Holger Rosenkrantz i Danmark er han en slags forløber for pietismen, idet han stærkt betoner, at troen skal lægge sig for dagen i et kristeligt liv og ikke blot "i udvortes Gudsfrygtigheds Skin og Øvelse". Dette standpunkt lagde han for dagen i sine opbyggelsesskrifter, Vera via vitæ, En rictige vey, som fører til det evige Ljf (1633 og oftere, sidste danske udgave 1866, norske 1878) og Troens Kamp oc Seyr (1636 og oftere, sidste danske udgave 1869, norske 1878), som i et par århundreder har været yndede andagtsbøger i Danmark og Norge og er oversatte til islandsk, svensk og tysk.
Som biskop måtte Jersin bekæmpe en overhåndtagende, næsten epidemisk overtro, som blandt andet viste sig, da borgerne i Ribe blev grebne af rædsel over en gådefuld skrift på en rude i byfogdens gård (1630). I den anledning skrev han en traktat Om Miracler, Tegn oc Obenbaringer oc deris Udleggelse (1631 eller 1632, senere oplag 1644, 1697, 1716 og 1730); ganske vist indrømmer Jersin, at både Gud og Djævelen kan "udrette underlige Gerninger"; men tvært imod sin samtids almindelige opfattelse hævder han, som den første i Danmark, at vidunderne ofte beror på indbildning eller endog er "mestedelen Løgn".